# Generali Ladies Linz 2009
Generali Ladies Linz 2009 — тенісний турнір, що проходив на закритих кортах з твердим покриттям. Це був 23-й за ліком Linz Open. Належав до турнірів WTA International в рамках Туру WTA 2009. Відбувся на TipsArena Linz у Лінці (Австрія). Тривав з 10 до 18 жовтня 2009 року.

## Учасниці

### Сіяні учасниці
| Країна  | Гравчиня             | Рейтинг1 | Сіяна |
| ------- | -------------------- | -------- | ----- |
| Італія  | Флавія Пеннетта      | 10       | 1     |
| Польща  | Агнешка Радванська   | 11       | 2     |
| Бельгія | Яніна Вікмаєр        | 25       | 3     |
| Іспанія | Карла Суарес Наварро | 30       | 4     |
| Чехія   | Івета Бенешова       | 33       | 5     |
| Румунія | Сорана Кирстя        | 36       | 6     |
| Чехія   | Луціє Шафарова       | 41       | 7     |
| Італія  | Сара Еррані          | 44       | 8     |

- Посів ґрунтується на рейтингові станом на 5 жовтня 2009

### Інші учасниці
Нижче наведено учасниць, які отримали вайлдкард на участь в основній сітці:
- Патріція Майр
- Івонн Мейсбургер
- Яніна Вікмаєр

Нижче наведено гравчинь, які пробились в основну сітку через стадію кваліфікації:
- Стефаніє Герляйн
- Юлія Гергес
- Петра Мартич
- Араван Резаї

## Переможниці та фіналістки

### Одиночний розряд
Яніна Вікмаєр —  Петра Квітова, 6-3, 6-4
- Для Вікмаєр це був другий титул за сезон і за кар'єру.

### Парний розряд
Анна-Лена Гренефельд /  Катарина Среботнік —  Клаудія Янс /  Алісія Росольська, 6-1, 6-4